# Maxey-sur-Vaise
Maxey-sur-Vaise és un municipi francès situat al departament del Mosa i a la regió del Gran Est. L'any 2007 tenia 307 habitants.

## Demografia

### Població
El 2007 la població de fet de Maxey-sur-Vaise era de 307 persones. Hi havia 132 famílies, de les quals 40 eren unipersonals (8 homes vivint sols i 32 dones vivint soles), 32 parelles sense fills, 44 parelles amb fills i 16 famílies monoparentals amb fills.
La població ha evolucionat segons el següent gràfic:
Habitants censats

### Habitatges
El 2007 hi havia 158 habitatges, 132 eren l'habitatge principal de la família, 17 eren segones residències i 9 estaven desocupats. 149 eren cases i 9 eren apartaments. Dels 132 habitatges principals, 94 estaven ocupats pels seus propietaris, 28 estaven llogats i ocupats pels llogaters i 10 estaven cedits a títol gratuït; 2 tenien dues cambres, 17 en tenien tres, 29 en tenien quatre i 84 en tenien cinc o més. 91 habitatges disposaven pel capbaix d'una plaça de pàrquing. A 58 habitatges hi havia un automòbil i a 54 n'hi havia dos o més.

### Piràmide de població
La piràmide de població per edats i sexe el 2009 era:
| Homes | Edats   | Dones |
| ----- | ------- | ----- |
| 0     | 95 o +  | 0     |
| 0     | 90 a 94 | 0     |
| 4     | 85 a 89 | 4     |
| 0     | 80 a 84 | 8     |
| 4     | 75 a 79 | 4     |
| 4     | 70 a 74 | 0     |
| 0     | 65 a 69 | 4     |
| 24    | 60 a 64 | 8     |
| 12    | 55 a 59 | 8     |
| 8     | 50 a 54 | 20    |
| 12    | 45 a 49 | 4     |
| 8     | 40 a 44 | 20    |
| 12    | 35 a 39 | 4     |
| 8     | 30 a 34 | 12    |
| 12    | 25 a 29 | 4     |
| 12    | 20 a 24 | 8     |
| 16    | 15 a 19 | 8     |
| 12    | 10 a 14 | 12    |
| 8     | 5 a 9   | 8     |
| 4     | 0 a 4   | 12    |

## Economia
El 2007 la població en edat de treballar era de 209 persones, 156 eren actives i 53 eren inactives. De les 156 persones actives 128 estaven ocupades (79 homes i 49 dones) i 28 estaven aturades (13 homes i 15 dones). De les 53 persones inactives 12 estaven jubilades, 13 estaven estudiant i 28 estaven classificades com a «altres inactius».

### Ingressos
El 2009 a Maxey-sur-Vaise hi havia 128 unitats fiscals que integraven 317,5 persones, la mediana anual d'ingressos fiscals per persona era de 13.870 €.

### Activitats econòmiques
Dels 14 establiments que hi havia el 2007, 1 era d'una empresa extractiva, 2 d'empreses alimentàries, 1 d'una empresa de fabricació d'altres productes industrials, 3 d'empreses de construcció, 2 d'empreses de comerç i reparació d'automòbils, 1 d'una empresa de transport, 1 d'una empresa d'hostatgeria i restauració, 1 d'una empresa immobiliària i 2 d'empreses de serveis.
Dels 5 establiments de servei als particulars que hi havia el 2009, 1 era una oficina de correu, 2 paletes, 1 guixaire pintor i 1 restaurant.
L'únic establiment comercial que hi havia el 2009 era una fleca.
L'any 2000 a Maxey-sur-Vaise hi havia 7 explotacions agrícoles.

## Equipaments sanitaris i escolars
El 2009 hi havia una escola elemental.

## Poblacions més properes
El següent diagrama mostra les poblacions més properes.